# Simón León Leal

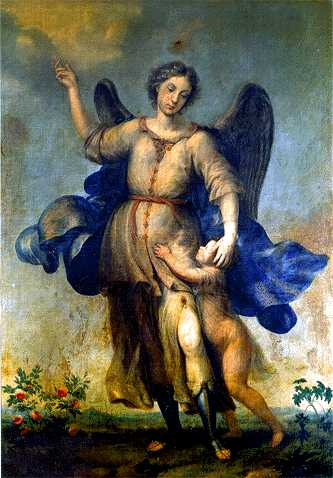
El ángel de la Guarda, firmado «S.L.L. 1686», óleo sobre lienzo, 207 x 147 cm, Madrid, Ministerio de Economía y Hacienda

Simón Francisco de León Leal (Madrid, c. 1623-1700)  fue un pintor barroco español, discípulo de Pedro de las Cuevas. A tenor de la información proporcionada por Lázaro Díaz del Valle y Antonio Palomino, y teniendo en cuenta el número e importancia de sus trabajos documentados, debió de ser un pintor de cierto relieve dentro de la escuela madrileña de la segunda mitad del siglo XVII, aunque son muy pocas las obras de su mano que se han podido identificar. 

## Biografía
Según Palomino, Simón de León Leal fue natural y vecino de Madrid, hijo de Diego de León Leal, oriundo del principado de Cataluña, y de doña Juana de Durán. Estudió con Pedro de las Cuevas y completó su formación con el estudio del natural y la copia de los grandes pintores, aficionándose especialmente a Anton van Dyck cuya escuela siguió «así en grande, como en pequeño con mucha belleza y frescura».
En 1658 obtuvo plaza de ujier de saleta de la Casa de la Reina, sin gajes ni ración y, según Palomino, por mediación del cardenal Juan Everardo Nithard, confesor de la reina Mariana de Austria, por cuyo encargo había pintado el gran lienzo del altar mayor de la iglesia del noviciado que los jesuitas tenían en Madrid, en la calle ancha de San Bernardo, donde también era suya la pintura del techo con la infancia de Cristo repartida en veintiún lienzos. Avanzando en la carrera iniciada en la corte, un año más tarde le fue concedida una ración ordinaria y en 1675 los gajes correspondientes; «Repostero de Camas» en 1679 y en 1685 guardadamas de la reina María Luisa de Orleans, en cuyo puesto, «oficio de gran honra, y confianza», dice Palomino haberle conocido y por el que a partir de 1693 dispuso de casa de aposento y sustento de caballo. Por algunos memoriales presentados al bureo de la reina solicitando diversas mercedes, consta que tuvo ocho hijos. Como ayuda para la profesión religiosa de su hija Antonia, en el convento de Santo Domingo el Real de Toledo, recibió de la reina 100 ducados. Entre otros méritos alegaba el servicio de armas prestado por su tío Pedro Martorell. En mayo de 1700, al solicitar para su hijo Vicente, capitán de Infantería, el mismo puesto de repostero de camas que él había desempeñado, recordaba además que otro de sus hijos servía también como militar en Flandes. Murió en Madrid el 12 de octubre de 1700, en sus casas propias de la calle de Amaniel y fue enterrado en la iglesia parroquial de San Marcos.

## Obra

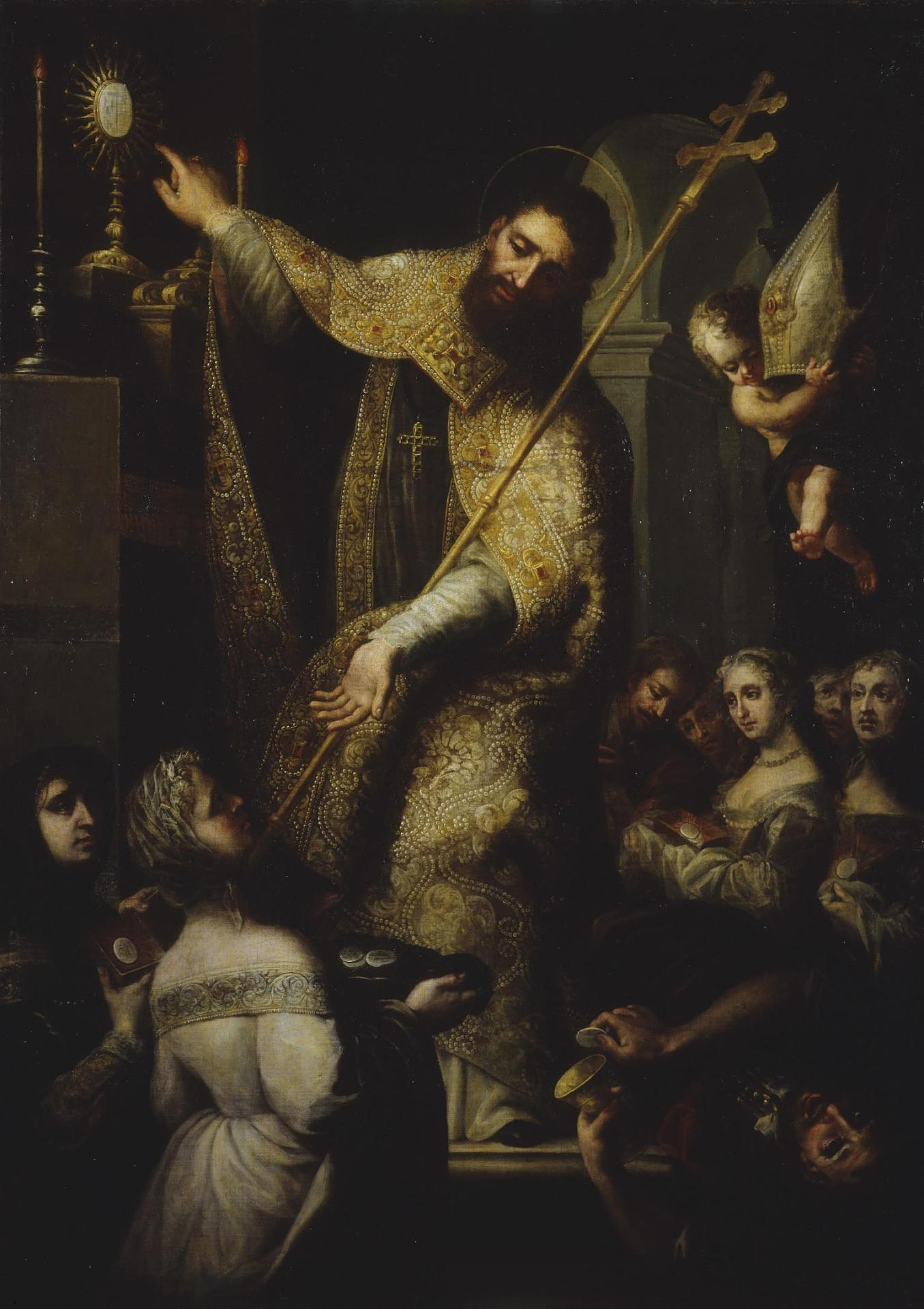
Triunfo de san Norberto, Museo del Hermitage.

Como obras públicas en la Corte citaba Palomino la del altar mayor de la iglesia del convento de premonstratenses, donde se encontraba pintado un Triunfo de san Norberto de tamaño mayor del natural, con la Herejía vencida a sus pies y la Inmaculada en alto, y otro lienzo en el techo de la antesacristía del mismo convento en el que aparecía San Norberto recibiendo de la Virgen las vestiduras sacerdotales. En la iglesia de los capuchinos del Prado, un lienzo de la Inmaculada; otro de la Virgen en Gloria intercediendo ante su Hijo en favor de las almas de los congregantes se encontraba en el Hospital de la Inclusa, en la Puerta del Sol, y en la antigua iglesia del noviciado de los jesuitas todas las pinturas de la bóveda y cúpula, con una serie de historias de la infancia de Jesús compuesta según Palomino de veintiún lienzos de a cuatro y cinco varas, además del gran lienzo que cubría el altar mayor, con figuras mayores del natural, representando en él la aparición de Cristo con la cruz a cuestas a San Ignacio de Loyola. Son las mismas pinturas que citaba todavía Ceán Bermúdez como existentes en su época, aunque la iglesia de los premonstratenses no era ya la de tiempos de Palomino y el asunto representado en el altar mayor de la iglesia del Noviciado era para Ceán el Martirio de san Ignacio de Antioquía, confundiéndolo quizá con uno de los cuadros pintados por Francisco Rizi para el mismo lugar y aún subsistente.
Hay noticias de la dedicación de Simón León a otros géneros pictóricos en un protocolo notarial, firmado en Madrid en junio de 1662, por el que Fernando Marchant de la Cerda cedía algunas pinturas a su hijo José, entre las que se mencionaban dos retratos de unos bufones de medio cuerpo y dos países «de mano de don Simón Leal».
Fuera de Madrid, decía Palomino, «hay también otro cuadro suyo excelente, en Toledo, en el cuerpo de la iglesia de las Madres Capuchinas enfrente de otro de Carlos Marati». Es este lienzo, en el que se representa a san Fernando, el único que de Simón León se ha conservado en el mismo lugar para el que fue pintado, firmado en la parte inferior «SIMON LEON LEAL. FACIEBAT 1672», lo que no ha impedido que estuviese considerado desde Antonio Ponz como obra italiana con atribución a Giacinto Brandi. Obra de considerables dimensiones y concepción barroca, se divide en tres registros, con una zona inferior en la que se representa al fondo la entrega de Sevilla y en primer término a San Fernando, recientemente canonizado, de rodillas y dirigiendo la mirada a san Hermenegildo que aparece en la parte celestial poblada por ángeles y santos con la Virgen y el Niño en un registro superior. Muy dañada y oscurecida, se aprecian en ella detalles de calidad, como los destellos de la armadura pintados con pincelada suelta o el tipo femenino de la Virgen. De su producción se conocen, además, dos ángeles de rico cromatismo —Ángel de la Guarda, firmado y fechado «S.L.L. 1686», y Arcángel san Miguel— conservados en la sede del Ministerio de Economía y Hacienda de Madrid.